# Petropavl
Petropavl, též Petropavlovsk (kazašsky Петропавл, Petropavl, rusky Петропавлoвск, Petropavlovsk) je město v severním Kazachstánu na řece Išim. Nachází se blízko hranic s Ruskem, přibližně 350 km západně od Omsku. 11 km jižně od města leží mezinárodní letiště. Žije zde přibližně 223 tisíc obyvatel.
Petropavl leží na Transsibiřské magistrále a je hlavním městem Severokazachstánské oblasti. 

## Historie

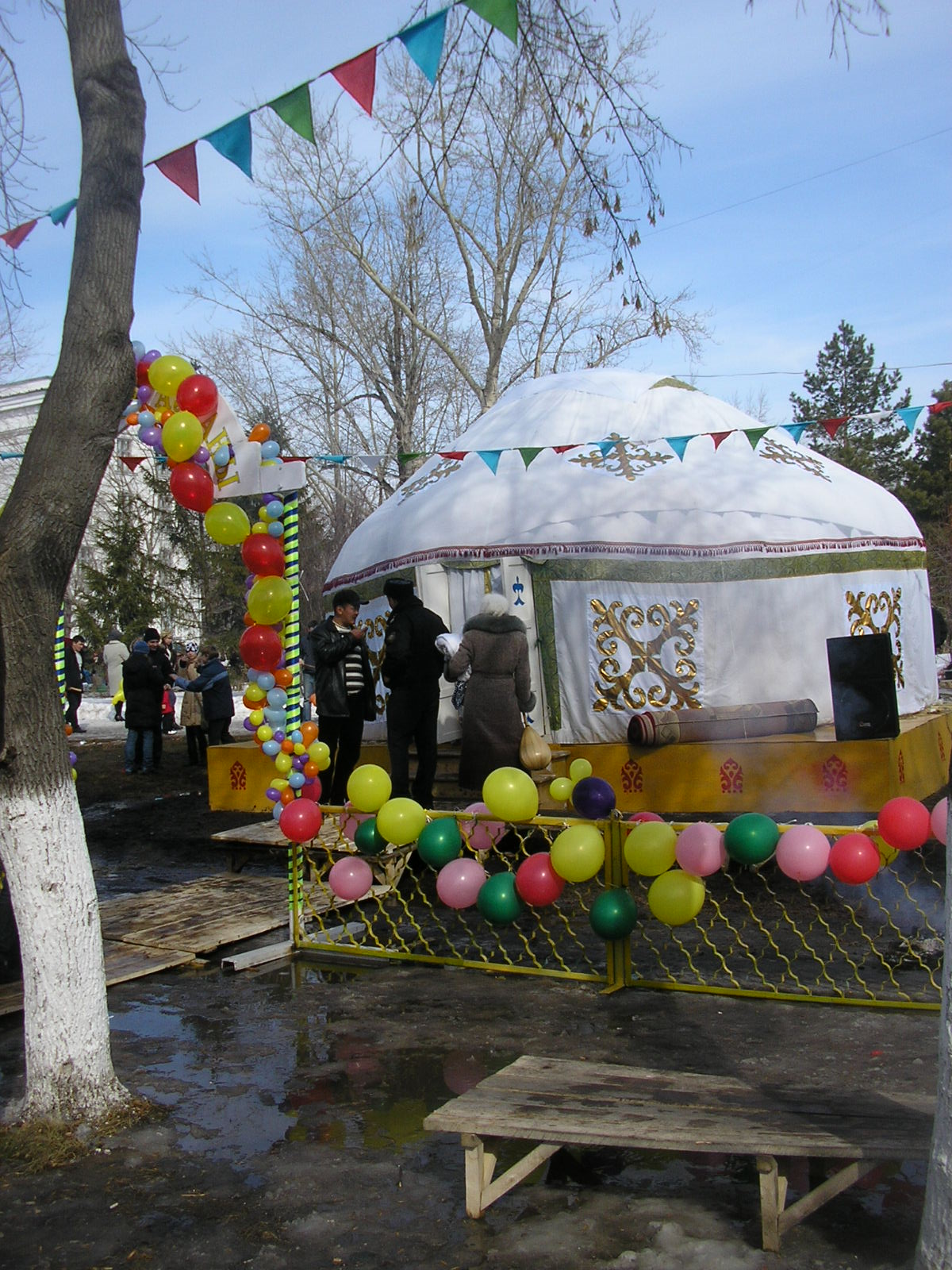
Tradiční kazašská jurta v Petropavlu

Město bylo založeno roku 1752 jako ruská pevnost v oblasti s většinovým kazašským kočovným obyvatelstvem, zčásti muslimského náboženství. Roku 1752 carevna Kateřina také povolila stavbu první mešity. V letech 1801-1912 byly postaveny další čtyři mešity (2 kamenné a dvě dřevěné). 
Chrámy zde stavěla ruská pravoslavná církev, pod níž dosud náleží petropavlovská eparchie, v čele s katedrálou sv. Petra a Pavla. Židovská komunita i její dřevěná synagoga zanikly za druhé světové války.
Městská práva získal Petropavl v roce 1807.

## Ekonomika
Po druhé světové válce se rozvinul průmysl, zejména těžké strojírenství. Vyrábějí se zde ropné těžní soupravy. 